# Tamiko Jones
Tamiko Jones, geboren als Barbara Tamiko Ferguson (Kyle (West Virginia), 1945), is een Amerikaanse r&b, soul en jazzzangeres.

## Biografie
Jones was deels Japans, deels Brits en deels Cherokee. Ze groeide op in Detroit, waar ze in 1961 haar professioneel zangdebuut maakte in een club. Ze begon haar carrière met het vertolken van popsongs in jazzstijl. Haar eerste plaat Is It A Sin? werd in 1963 uitgebracht als Timiko bij Checker Records. Daarna wisselde ze naar Atco Records, waar ze in 1964 Rhapsody opnam als Tamiko.
In 1966 wisselde ze naar Golden World Records en nam daar I'm Spellbound op, waarna ze weer wisselde naar Atlantic Records, waar ze gedurende 1967 meerdere singles opnam, waaronder Boy You're Growing On Me. In hetzelfde jaar nam ze ook het album A Mann and a Woman op met de jazzfluitist Herbie Mann. Ze verscheen ook als figurante in meerdere films tijdens de jaren 1960. In 1968, na te zijn opgenomen in het ziekenhuis met polio, ontmoette ze de zanger Solomon Burke. Ze namen diverse duetten op op zijn album I'll Be Anything for You. Jones werd Burke's verloofde en manager voor een poos en coproduceerde zijn single Proud Mary. Ze nam ook het album I'll Be Anything For You en de single Goodnight My Love op bij het label CTI van Creed Taylor, gevolgd door het album Tamiko bij December Records. Haar album In Muscle Shoals werd in 1969 uitgebracht door Metromedia Records.
Haar eerste hit en meest succesvolle plaat was Touch Me Baby (Reaching Out For Your Love), geschreven door Johnny Bristol en uitgebracht bij Arista Records, die zich in 1975 plaatste in de Billboard r&b-hitlijst op positie 12 en de pophitlijst op positie 60. De opvolger Just You and Me plaatste zich eveneens in de r&b-hitlijst op positie 78. Ze bracht ook het album Love Trip uit. In 1976 werd de single Let It Flow (positie 76 r&b-hitlijst) uitgebracht bij Contempo Records van John Abbey, de oprichter en uitgever van het tijdschrift Blues & Soul. Zij en Abbey trouwden in Atlanta in 1977.
In 1977 plaatste Cloudy (Atlantis Records) zich in de r&b-hitlijst op positie 92 en in 1979 haar versie van Can't Live Without Your Love, geschreven en gearrangeerd door Randy Muller van Brass Construction en uitgebracht bij Polydor, plaatste zich in dezelfde hitlijst op positie 70. Haar laatste r&b-hit (#81) was een versie van I Want You van Marvin Gaye bij Sutra Records in 1986. Begin jaren 1990 werkte ze als manager van Smokey Robinson.
Op 25 juni 2019 plaatste The New York Times Magazine Tamiko Jones tussen honderden artiesten, wier materiaal naar verluidt werd vernietigd tijdens de Universalbrand in 2008.

## Discografie

### Singles
- 1966: A Man And A Woman
- 1975: Touch Me Baby (Reaching Out for Your Love)
- 1975: Just You and Me
- 1976: Let It Flow
- 1977: Cloudy
- 1979: Can't Live Without Your Love
- 1986: I Want You

### Albums
- 1967: A Mann & A Woman (Atlantic Records) met Herbie Mann
- 1968: I'll Be Anything For You (CTI)
- 1968: Tamiko
- 1969: In Muscle Shoals
- 1975: Love Trip
- 1976: Cloudy
- 1977: Let It Flow

### Als achtergrondzanger
Met Herbie Mann
- 1967: The Beat Goes On (Atlantic Records)

- International Standard Name Identifier: 0000 0004 3979 0927
- Library of Congress Control Number: no97051034
- MusicBrainz: 96b3ef97-565f-44f2-99cd-c286022a2872
- Nationale Bibliotheek van Tsjechië: xx0169787
- Virtual International Authority File: 301805036
- WorldCat: E39PBJyhbbgkMKcv7bJfRgGJXd